# Kaijansaari (ö i Mellersta Finland, Saarijärvi-Viitasaari)
Kaijansaari är en ö i mellersta delen av sjön Keitele i Finland. Den ligger i sjön Keitele och i kommunen Viitasaari i den ekonomiska regionen  Saarijärvi-Viitasaari och landskapet Mellersta Finland, i den centrala delen av landet, 300 km norr om huvudstaden Helsingfors. Öns area är 5 hektar och dess största längd är 0,6 kilometer i sydöst-nordvästlig riktning.